# Siphona plorans
Siphona plorans là một loài ruồi trong họ Tachinidae.